# Fußball-Bundesliga/Rekorde/Holstein Kiel
Der Artikel Fußball-Bundesliga/Rekorde/Holstein Kiel listet die vereinsspezifischen Rekorde von Holstein Kiel auf, die mit Bezug auf die Zugehörigkeit zur deutschen Fußball-Bundesliga gehalten werden.
Der Verein ist aktuell kein Bundesligist (Stand: Saison 2025/26).

Siehe auch: 

## Vorbemerkung
Es besteht eine Unterteilung zwischen Positiv- und Negativrekorden sowie vereinsinternen Bestmarken. Weitere Rekorde, die dem Verein nicht zuzuordnen sind, werden im Hauptartikel unter „Allgemein“ gelistet. Dort bestehen zudem die Rubriken „Trainerspezifische Rekorde“, „Schiedsrichterspezifische Rekorde“ sowie „Sonstige Rekorde“. Es besteht außerdem die Möglichkeit „In nächster Zeit möglicherweise fallende Bestmarken“ im unteren Bereich der Hauptseite festzuhalten, bzw. die neuen Rekorde an die passenden Stellen einzusortieren. Wenn möglich, wird zu einem Positivrekord auch der Negativrekord als Gegenstück gelistet (und andersrum). Die Liste erhebt keinen Anspruch auf Vollständigkeit.

## Holstein Kiel
Aktuelle Platzierung in der Ewigen Tabelle der Fußball-Bundesliga: Platz 55 von 58 (Stand: 34. Spieltag 2024/25)

### Positivrekorde
- erster Bundesligist aus Schleswig-Holstein[2][3]
- meiste Auswärtsspiele in Folge mit Torerfolg zu Beginn der Bundesligazeit: 16 (1. bis 32. Spieltag 2024/25, 25:36 Tore, Stand: 34. Spieltag 2024/25)[4][5][6][7]
- meiste Auswärtsspiele in Folge mit Torerfolg zu Beginn der Saison als Aufsteiger: 16 (1. bis 32. Spieltag 2024/25, 25:36 Tore, Stand: 34. Spieltag 2024/25)[4][5][6][7]
- früheste 3-fach-Einwechselung in einem Spiel: nach 35 Minuten (bei der 0:3-Niederlage gegen Werder Bremen am 27. Spieltag 2024/25, Stand: 33. Spieltag 2024/25; Es handelte sich um 3 taktische Wechsel, ohne dass es Verletzungshintergrund und ohne, dass Platzverweise oder potentielle Platzverweise Ursache waren.)[8][9][10][11]
  - Shūto Machino kam für Phil Harres
  - Timo Becker kam für Lasse Rosenboom
  - Lewis Holtby kam für Marko Ivezić

### Negativrekorde
- Aufsteiger mit den meisten Heimniederlagen in der Aufstiegssaison in die Bundesliga: 6 (2023/24, Stand: Saisonende 2023/24)[12]
- meiste Spiele in einer Saison, in denen man mindestens zwei Gegentreffer kassierte: 28 (2024/25; gemeinsam mit Rot-Weiss Essen, 1976/77)[13]
- meiste Niederlagen in Folge ab dem ersten Bundesligaspiel: 3 (1. bis 3. Spieltag 2024/25, gemeinsam mit dem Karlsruher SC (1963), Borussia Neunkirchen (1964) und Energie Cottbus (2000), Stand: 34. Spieltag 2024/25)[14]
- meiste Heimniederlagen ab dem ersten Bundesligaspiel: 4 (gemeinsam mit mehreren anderen Vereinen, Stand: 28. Spieltag 2024/25)[15]
- früheste 3-fach-Auswechselung in einem Spiel: nach 35 Minuten (bei der 0:3-Niederlage gegen Werder Bremen am 27. Spieltag 2024/25, Stand: 34. Spieltag 2024/25; Es handelte sich um 3 taktische Wechsel, ohne dass es Verletzungshintergrund und ohne, dass Platzverweise oder potentielle Platzverweise Ursache waren.)[8][9][10][11]
  - Phil Harres ging für Shūto Machino
  - Lasse Rosenboom ging für Timo Becker
  - Marko Ivezić ging für Lewis Holtby

### Vereinsintern
- Rekordfeldspieler: Nicolai Remberg (32 Spiele, Stand: 34. Spieltag 2024/25)[16]
- Rekordtorhüter: Timon Weiner (25 Spiele, Stand: 34. Spieltag 2024/25)[16]
- ausländischer Rekordspieler: Shūto Machino (31 Spiele, Japaner, Stand: 34. Spieltag 2024/25)[16]
- Rekordtorschütze: Shūto Machino (11 Tore, Stand: 34. Spieltag 2024/25)[17][18][19]
- deutscher Rekordtorschütze: Phil Harres (8 Tore, Stand: 34. Spieltag 2024/25)[17][19]
- ausländischer Rekordtorschütze: Shūto Machino (11 Tore, Japaner, Stand: 34. Spieltag 2024/25)[17][19]
- erster Torschütze: Alexander Bernhardsson (63. Minute, am 1. Spieltag 2024/25)[20]
- jüngster Spieler: Dominik Javorček (21 Jahre, 10 Monate und 12 Tage, am 14. September 2024, bei der 1:6-Niederlage gegen den FC Bayern, Stand: 19. Spieltag 2024/25)[16][21][22]
- ältester Spieler: Lewis Holtby (34 Jahre, 7 Monate 29 Tage, am 34. Spieltag 2024/25, am 17. Mai 2025, Stand: 34. Spieltag 2024/25)[16][23][24]
- ältester Debütant: Lewis Holtby (33 Jahre, 11 Monate und 6 Tage, bei der 2:3-Niederlage bei der TSG Hoffenheim, am 24. August 2024, Stand: 19. Spieltag 2024/25)[21][23][25]
- ältester Torschütze: Steven Skrzybski (32 Jahre, 3 Monate und 18 Tage, am 8. März 2025, am 25. Spieltag 2024/25, Stand: 22. Spieltag 2024/25)[26][27]
- jüngste Startelf: 24,3 Jahre (23. Spieltag 2024/25, bei der 0:2-Niederlage gegen Bayer Leverkusen, Stand: 28. Spieltag 2024/25)[28][29]
- älteste Startelf: 27,6 Jahre (2. Spieltag 2024/25, bei der 0:2-Niederlage gegen den VfL Wolfsburg, Stand: 9. Spieltag 2024/25)[29]
- erster Sieg: 1:0 (gegen den 1. FC Heidenheim, am 9. Spieltag 2024/25)[30][31][12]
- frühester Treffer: durch Steven Skrzybski (3. Minute, zum zwischenzeitlichen 1:0, beim 2:2-Unentschieden, zum zwischenzeitlichen 1:0 beim 2:2-Unentschieden gegen den VfL Bochum, am 21. Spieltag 2024/25, Stand: 28. Spieltag 2024/25)[27][32]
- jüngster Torschütze: Andu Kelati (22 Jahre, 5 Monate und 5 Tage, am 14. September 2024, 3. Spieltag 2024/25, Stand: 28. Spieltag 2024/25)[33]
- Spieler, mit den meisten Spielen in Folge mit Torerfolg: Phil Harres (3 Spiele, 5 Tore, 15. bis 17. Spieltag 2024/25, Stand: 28. Spieltag 2024/25)[19]
- meiste Tore eines Spielers nach diversen Spieltagen: (Stand: 34. Spieltag 2024/25):[34]
  - nach dem 1. Spieltag: 2 Spieler (je 1 Tor)
    - Alexander Bernhardsson
    - Shūto Machino

  - nach dem 2. Spieltag: 2 Spieler (je 1 Tor)
    - Alexander Bernhardsson
    - Shūto Machino

  - nach dem 3. Spieltag: 3 Spieler (je 1 Tor)
    - Alexander Bernhardsson
    - Shūto Machino
    - Armin Gigović

  - nach dem 4. Spieltag: Shūto Machino (2 Tore)
  - nach dem 5. Spieltag: Shūto Machino (4 Tore)
  - nach dem 6. Spieltag: Shūto Machino (4 Tore)
  - nach dem 7. Spieltag: Shūto Machino (4 Tore)
  - nach dem 8. Spieltag: Shūto Machino (4 Tore)
  - nach dem 9. Spieltag: Shūto Machino (4 Tore)
  - nach dem 10. Spieltag: Shūto Machino (4 Tore)
  - nach dem 11. Spieltag: Shūto Machino (4 Tore)
  - nach dem 12. Spieltag: Shūto Machino (4 Tore)
  - nach dem 13. Spieltag: Shūto Machino (4 Tore)
  - nach dem 14. Spieltag: Shūto Machino (4 Tore)
  - nach dem 15. Spieltag: Shūto Machino (6 Tore)
  - nach dem 16. Spieltag: 2 Spieler (je 6 Tore)
    - Phil Harres
    - Shūto Machino

  - nach dem 17. Spieltag: 2 Spieler (je 7 Tore)
    - Phil Harres
    - Shūto Machino

  - nach dem 18. Spieltag: 2 Spieler (je 7 Tore)
    - Phil Harres
    - Shūto Machino

  - nach dem 19. Spieltag: 2 Spieler (je 7 Tore)
    - Phil Harres
    - Shūto Machino

  - nach dem 20. Spieltag: 2 Spieler (je 7 Tore)
    - Phil Harres
    - Shūto Machino

  - nach dem 21. Spieltag: 2 Spieler (je 7 Tore)
    - Phil Harres
    - Shūto Machino

  - nach dem 22. Spieltag: 2 Spieler (je 7 Tore)
    - Phil Harres
    - Shūto Machino

  - nach dem 23. Spieltag: 2 Spieler (je 7 Tore)
    - Phil Harres
    - Shūto Machino

  - nach dem 24. Spieltag: 2 Spieler (je 7 Tore)
    - Phil Harres
    - Shūto Machino

  - nach dem 25. Spieltag: 2 Spieler (je 7 Tore)
    - Phil Harres
    - Shūto Machino

  - nach dem 26. Spieltag: Phil Harres (8 Tore)
  - nach dem 27. Spieltag: Phil Harres (8 Tore)
  - nach dem 28. Spieltag: Phil Harres (8 Tore)
  - nach dem 29. Spieltag: Phil Harres (8 Tore)
  - nach dem 30. Spieltag: 2 Spieler (je 8 Tore)
    - Phil Harres
    - Shūto Machino

  - nach dem 31. Spieltag: Shūto Machino (10 Tore)
  - nach dem 32. Spieltag: Shūto Machino (11 Tore)
  - nach dem 33. Spieltag: Shūto Machino (11 Tore)
  - nach dem 34. Spieltag: Shūto Machino (11 Tore)
- meiste Tore des Vereins nach diversen Spieltagen (Stand: 34. Spieltag 2024/25):[34]
  - nach dem 1. Spieltag: 2
  - nach dem 2. Spieltag: 2
  - nach dem 3. Spieltag: 3
  - nach dem 4. Spieltag: 5
  - nach dem 5. Spieltag: 7
  - nach dem 6. Spieltag: 9
  - nach dem 7. Spieltag: 9
  - nach dem 8. Spieltag: 10
  - nach dem 9. Spieltag: 11
  - nach dem 10. Spieltag: 12
  - nach dem 11. Spieltag: 12
  - nach dem 12. Spieltag: 13
  - nach dem 13. Spieltag: 13
  - nach dem 14. Spieltag: 14
  - nach dem 15. Spieltag: 19
  - nach dem 16. Spieltag: 21
  - nach dem 17. Spieltag: 25
  - nach dem 18. Spieltag: 26
  - nach dem 19. Spieltag: 28
  - nach dem 20. Spieltag: 31
  - nach dem 21. Spieltag: 33
  - nach dem 22. Spieltag: 34
  - nach dem 23. Spieltag: 34
  - nach dem 24. Spieltag: 35
  - nach dem 25. Spieltag: 37
  - nach dem 26. Spieltag: 38
  - nach dem 27. Spieltag: 38
  - nach dem 28. Spieltag: 39
  - nach dem 29. Spieltag: 40
  - nach dem 30. Spieltag: 41
  - nach dem 31. Spieltag: 45
  - nach dem 32. Spieltag: 48
  - nach dem 33. Spieltag: 49
  - nach dem 34. Spieltag: 49
- meiste Punkte des Vereins nach diversen Spieltagen (Stand: 34. Spieltag 2024/25):[34]
  - nach dem 1. Spieltag: 0
  - nach dem 2. Spieltag: 0
  - nach dem 3. Spieltag: 0
  - nach dem 4. Spieltag: 1
  - nach dem 5. Spieltag: 1
  - nach dem 6. Spieltag: 2
  - nach dem 7. Spieltag: 2
  - nach dem 8. Spieltag: 2
  - nach dem 9. Spieltag: 5
  - nach dem 10. Spieltag: 5
  - nach dem 11. Spieltag: 5
  - nach dem 12. Spieltag: 5
  - nach dem 13. Spieltag: 5
  - nach dem 14. Spieltag: 5
  - nach dem 15. Spieltag: 8
  - nach dem 16. Spieltag: 8
  - nach dem 17. Spieltag: 11
  - nach dem 18. Spieltag: 11
  - nach dem 19. Spieltag: 12
  - nach dem 20. Spieltag: 12
  - nach dem 21. Spieltag: 13
  - nach dem 22. Spieltag: 13
  - nach dem 23. Spieltag: 13
  - nach dem 24. Spieltag: 16
  - nach dem 25. Spieltag: 17
  - nach dem 26. Spieltag: 17
  - nach dem 27. Spieltag: 17
  - nach dem 28. Spieltag: 18
  - nach dem 29. Spieltag: 18
  - nach dem 30. Spieltag: 19
  - nach dem 31. Spieltag: 22
  - nach dem 32. Spieltag: 25
  - nach dem 33. Spieltag: 25
  - nach dem 34. Spieltag: 25
- meiste Gegentore des Vereins nach diversen Spieltagen (Stand: 34. Spieltag 2024/25):[34]
  - nach dem 1. Spieltag: 3
  - nach dem 2. Spieltag: 5
  - nach dem 3. Spieltag: 11
  - nach dem 4. Spieltag: 13
  - nach dem 5. Spieltag: 17
  - nach dem 6. Spieltag: 19
  - nach dem 7. Spieltag: 21
  - nach dem 8. Spieltag: 23
  - nach dem 9. Spieltag: 23
  - nach dem 10. Spieltag: 25
  - nach dem 11. Spieltag: 28
  - nach dem 12. Spieltag: 31
  - nach dem 13. Spieltag: 33
  - nach dem 14. Spieltag: 37
  - nach dem 15. Spieltag: 38
  - nach dem 16. Spieltag: 41
  - nach dem 17. Spieltag: 43
  - nach dem 18. Spieltag: 46
  - nach dem 19. Spieltag: 48
  - nach dem 20. Spieltag: 52
  - nach dem 21. Spieltag: 54
  - nach dem 22. Spieltag: 57
  - nach dem 23. Spieltag: 59
  - nach dem 24. Spieltag: 59
  - nach dem 25. Spieltag: 61
  - nach dem 26. Spieltag: 64
  - nach dem 27. Spieltag: 67
  - nach dem 28. Spieltag: 68
  - nach dem 29. Spieltag: 70
  - nach dem 30. Spieltag: 71
  - nach dem 31. Spieltag: 74
  - nach dem 32. Spieltag: 75
  - nach dem 33. Spieltag: 77
  - nach dem 34. Spieltag: 80
- meiste Gegentore eines Torhüters nach diversen Spieltagen (Stand: 34. Spieltag 2024/25):[34]
  - nach dem 1. Spieltag: 3 (Timon Weiner)
  - nach dem 2. Spieltag: 5 (Timon Weiner)
  - nach dem 3. Spieltag: 11 (Timon Weiner)
  - nach dem 4. Spieltag: 13 (Timon Weiner)
  - nach dem 5. Spieltag: 17 (Timon Weiner)
  - nach dem 6. Spieltag: 19 (Timon Weiner)
  - nach dem 7. Spieltag: 21 (Timon Weiner)
  - nach dem 8. Spieltag: 23 (Timon Weiner)
  - nach dem 9. Spieltag: 23 (Timon Weiner)
  - nach dem 10. Spieltag: 25 (Timon Weiner)
  - nach dem 11. Spieltag: 28 (Timon Weiner)
  - nach dem 12. Spieltag: 31 (Timon Weiner)
  - nach dem 13. Spieltag: 33 (Timon Weiner)
  - nach dem 14. Spieltag: 37 (Timon Weiner)
  - nach dem 15. Spieltag: 38 (Timon Weiner)
  - nach dem 16. Spieltag: 41 (Timon Weiner)
  - nach dem 17. Spieltag: 43 (Timon Weiner)
  - nach dem 18. Spieltag: 46 (Timon Weiner)
  - nach dem 19. Spieltag: 48 (Timon Weiner)
  - nach dem 20. Spieltag: 52 (Timon Weiner)
  - nach dem 21. Spieltag: 54 (Timon Weiner)
  - nach dem 22. Spieltag: 57 (Timon Weiner: 54, Thomas Dähne: 3)
  - nach dem 23. Spieltag: 59 (Timon Weiner: 56, Thomas Dähne: 3)
  - nach dem 24. Spieltag: 59 (Timon Weiner: 56, Thomas Dähne: 3)
  - nach dem 25. Spieltag: 61 (Timon Weiner: 58, Thomas Dähne: 3)
  - nach dem 26. Spieltag: 64 (Timon Weiner: 61, Thomas Dähne: 3)
  - nach dem 27. Spieltag: 67 (Timon Weiner: 61, Thomas Dähne: 6)
  - nach dem 28. Spieltag: 68 (Timon Weiner: 61, Thomas Dähne: 7)
  - nach dem 29. Spieltag: 70 (Timon Weiner: 61, Thomas Dähne: 9)
  - nach dem 30. Spieltag: 71 (Timon Weiner: 61, Thomas Dähne: 10)
  - nach dem 31. Spieltag: 74 (Timon Weiner: 61, Thomas Dähne: 13)
  - nach dem 32. Spieltag: 75 (Timon Weiner: 61, Thomas Dähne: 14)
  - nach dem 33. Spieltag: 77 (Timon Weiner: 61, Thomas Dähne: 16)
  - nach dem 34. Spieltag: 80 (Timon Weiner: 61, Thomas Dähne: 19)
- meiste Siege in einer Saison: 6 (2024/25, Stand: 34. Spieltag 2024/25)[30][35][1]
- meiste Unentschieden in einer Saison: 7 (2024/25, Stand: 34. Spieltag 2024/25)[1]
- meiste Niederlagen in einer Saison: 21 (2024/25, Stand: 34. Spieltag 2024/25)[1]
- meiste Niederlagen in Folge: 5 (9. bis 14. Spieltag 2024/25, Stand: 34. Spieltag 2024/25)[36]
- meiste Heimniederlagen in einer Saison: 11 (2024/25, Stand: 34. Spieltag 2024/25)[28]
- Trainer mit den meisten Niederlagen: Marcel Rapp (21, als bislang einziger Trainer, Stand: 34. Spieltag 2024/25)[1]
- Trainer mit den meisten Unentschieden: Marcel Rapp (7, als bislang einziger Trainer, Stand: 34. Spieltag 2024/25)[1]
- Trainer mit den meisten Siegen: Marcel Rapp (6, als bislang einziger Trainer, Stand: 34. Spieltag 2024/25)[1]
- Trainer mit den meisten Platzverweisen: Marcel Rapp (1, als bislang einziger Trainer, am 7. Spieltag 2024/25, Stand: 31. Spieltag 2024/25)[12]
- erster Auswärtssieg: 1:0 bei Union Berlin (am 24. Spieltag 2024/25)[37][35][1]
- meiste Auswärtsniederlagen in Folge: 5 (bis 16. Spieltag 2024/25, Stand: 32. Spieltag 2024/25)[18]
- meiste Auswärtsspiele in Folge ohne Sieg: 11 (die ersten 11 Spiele, bis 23. Spieltag 2024/25, Bilanz 0-3-7, zuletzt 1 Niederlage, Stand: 32. Spieltag 2024/25)[37][38][26][18]
- meiste Auswärtsspiele in Folge mit mindestens 2 Gegentreffern: 11 (die ersten 11 Spiele, bis 23. Spieltag 2024/25, Bilanz 18:30 Tore, Stand: 31. Spieltag 2024/25)[18]
- meiste Siege in Folge: 2 (31. bis  32. Spieltag 2024/25, laufend, Stand: 32. Spieltag 2024/25)[5]
- höchster Sieg: 5:1 (gegen den FC Augsburg, am 15. Spieltag 2024/25, Stand: 31. Spieltag 2024/25)[39][40]
- höchste Niederlage: 1:6 (am 3. Spieltag 2024/25, gegen den FC Bayern, Stand: 31. Spieltag 2024/25)[41][12]
- höchstes Unentschieden: 2:2 (5×, Stand: 31. Spieltag 2024/25)[42][43][44][1]
  - beim VfL Bochum (4. Spieltag 2024/25)
    - auch erster Punkt in der Bundesliga (beim VfL Bochum, 4. Spieltag 2024/25)

  - bei Bayer Leverkusen (6. Spieltag 2024/25)
  - beim VfL Wolfsburg (19. Spieltag 2024/25)[32]
  - beim VfL Bochum (21. Spieltag 2024/25)
  - gegen den VfB Stuttgart (25. Spieltag 2024/25)
- meiste Unentschieden mit demselben Endstand: 2:2 (5×, Stand: 31. Spieltag 2024/25)[42][44]
- höchster Heimsieg: 5:1 (gegen den FC Augsburg, am 15. Spieltag 2024/25, Stand: 31. Spieltag 2024/25)[39][40]
- meiste Tore in einem Heimspiel: 5 (beim 5:1-Sieg gegen den FC Augsburg, am 15. Spieltag 2024/25, Stand: 31. Spieltag 2024/25)[39][40]
- meiste Tore in einem Auswärtsspiel: 3 (bei der 3:4-Niederlage, beim FC Bayern, am 20. Spieltag 2024/25, Stand: 31. Spieltag 2024/25)[45]
- meiste Tore gegen einen anderen Gegner: 8 (gegen den FC Augsburg, Stand: 34. Spieltag 2024/25)[39][40][46]
  - gegen den FC Augsburg
- meiste Auswärtstore gegen einen anderen Gegner: 3 (2×, Stand: 34. Spieltag 2024/25)[45]
  - beim FC Bayern
  - beim FC Augsburg
- meiste Spiele in Folge ohne Niederlage: 2 (24. bis 25. Spieltag 2024/25, Stand: 29. Spieltag 2024/25)[44]
- meiste Heimspiele in Folge ohne Niederlage: keine Serie (Stand: 29. Spieltag 2024/25)[30][12]
- meiste Heimniederlagen in Folge: 4 (erste 4 Heimspiele 2024/25, Stand: 28. Spieltag 2024/25)[30][47]
- meiste Auswärtsspiele in Folge ohne Niederlage: 2 (30. bis 32. Spieltag 2024/25, Stand: 34. Spieltag 2024/25)[38][12]
- meiste Spiele in Folge ohne Sieg: 8 (die ersten 8 Spiele 2024/25, Stand: 28. Spieltag 2024/25)[30][35][12]
- erstes Eigentor: Nicolai Remberg (das zwischenzeitliche 0:3, beim 1:6 gegen den FC Bayern, am 3. Spieltag 2024/25)[18][14][12]
- meiste Eigentore: Nicolai Remberg (2, Stand: 34. Spieltag 2024/25)[18][14][12][48]
- meiste Eigentore in einer Saison: Nicolai Remberg (2, Stand: 34. Spieltag 2024/25)[14][12][48]
- Anzahl Spiele ohne Gegentor: 2 (Stand: 34. Spieltag 2024/25)[37][30][12]
- meiste Spiele ohne Gegentor innerhalb einer Saison: 2 (Stand: 34. Spieltag 2024/25)[37][30][12]
- Torhüter mit den meisten Spielen ohne Gegentor: Timon Weiner (2 Spiele, Stand: 34. Spieltag 2024/25)[37][30][31][12]
- meiste Minuten ohne Gegentreffer: 155 (Timon Weiner, 2024/25, Stand: 34. Spieltag 2024/25)[49]
- meiste Auswärtsspiele in Folge mit Torerfolg: 16 (1. bis 32. Spieltag 2024/25, in den ersten 16 Auswärtsspielen, 25:36 Tore, Stand: 34. Spieltag 2024/25)[5][6][50][37]
- früheste 3 Einwechselungen in einem Spiel: nach 35 Minuten (3-fach-Wechsel, bei der 0:3-Niederlage gegen Werder Bremen am 27. Spieltag 2024/25, Stand: 34. Spieltag 2024/25)[8][9][10][11]
  - Shūto Machino kam für Phil Harres
  - Timo Becker kam für  Lasse Rosenboom
  - Lewis Holtby kam für Marko Ivezić
    - auch früheste 3 Auswechselungen in einem Spiel: nach 35 Minuten (3-fach-Wechsel, bei der 0:3-Niederlage gegen Werder Bremen am 27. Spieltag 2024/25, Stand: 34. Spieltag 2024/25; Es handelte sich um 3 taktische Wechsel, ohne dass es Verletzungshintergrund und ohne, dass Platzverweise oder potentielle Platzverweise Ursache waren.)[9][10][11]
      - Phil Harres ging für Shūto Machino
      - Lasse Rosenboom ging für Timo Becker
      - Marko Ivezić ging für Lewis Holtby